# Ранг (язык)
Ранг (англ. rang) — адамава-убангийский язык, распространённый в восточных районах Нигерии, язык народа ранг группы мумуйе. Входит в состав ветви леко-нимбари подсемьи адамава. Наиболее близок языкам мумуйе и пангсенг. Его изучением в конце 1970-х годов занимался японский исследователь африканских языков К. Симидзу.
Число говорящих предположительно составляет менее 100 человек. Язык бесписьменный.

## Классификация
Во всех классификациях языков адамава-убангийской семьи язык ранг включается в состав языкового объединения мумуйе. При этом в каждой из классификаций таксономический уровень данного языкового объединения и состав входящих в него языков, как правило, различны.
Согласно классификациям, представленным в справочнике языков мира Ethnologue и в «Большой российской энциклопедии», язык ранг включён в подгруппу мумуйе вместе с языками генгле, кумба, мумуйе, пангсенг, теме и вака. Указанная подгруппа входит в состав группы мумуйе-янданг ветви леко-нимбари подсемьи адамава адамава-убангийской семьи. В статье «Адамава-убангийские языки» В. А. Виноградова, опубликованной в «Большой российской энциклопедии», подчёркивается также обособленность внутри подгруппы мумуйе языков собственно мумуйе, к которым относятся языки ранг, пангсенг и зинна.
В классификации Р. Бленча состав группы мумуйе ограничен тремя языками: помимо языка ранг, в это языковое объединение входят языки мумуйе, или центральный мумуйе, и пангсенг. Группа мумуйе в данной классификации является частью ветви мумуйе-янданг (в терминологии Р. Бленча — мумуйе-йенданг) подсемьи адамава адамава-убангийской семьи.
В классификации К. Симидзу, опубликованной в базе данных по языкам мира Glottolog, языковое объединение мумуйе также включает три языка — мумуйе, ранг и пангсенг. Эта подгруппа языков вместе с языками генгле-кугама и кумба, а также вместе с подгруппой языков янданг составляют языковое единство мумуйе-янданг, которое последовательно включается в следующие языковые объединения: центрально-адамавские языки, камерунско-убангийские языки и северные вольта-конголезские языки. Последние вместе с языками бенуэ-конго, кру, ква вольта-конго и другими образуют объединение вольта-конголезских языков.

## Лингвогеография

### Ареал и численность
Область распространения языка ранг размещена на востоке Нигерии в северо-восточной части территории штата Тараба — в районе Зинг.
Точных данных о численности носителей языка ранг нет. На сайте организации Joshua Project дана предположительная оценка числа говорящих в менее, чем 100 человек (2017).

### Социолингвистические сведения
Согласно градации степеней сохранности, предложенной на сайте Ethnologue, язык ранг отнесён к так называемым устойчивым языкам. Однако, данная характеристика языкового положения является условной из-за отсутствия точных данных о числе носителей языка ранг. Несмотря на то, что народ ранг включается в группу народов мумуйе, идиом ранг рассматривается как самостоятельный язык, в то время как идиомы остальных народов мумуйе (пугу, апава, йоро, зинна, якоко, гола, или гонгла, и других) считаются диалектами языка мумуйе. Стандартной формы у языка ранг нет. Более половины представителей народа ранг исповедует христианство (55 %), значительная часть придерживается традиционных верований (25 %), чуть меньше этой религиозной группы по численности мусульманская группа (20 %).